# Gạo

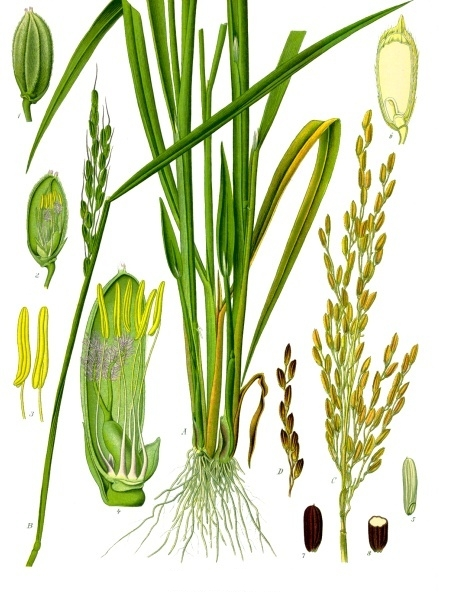
Cây lúa phổ biến ở châu Á, loài Oryza sativa

Gạo là một sản phẩm lương thực thu từ cây lúa. Hạt gạo thường có màu trắng, nâu hoặc đỏ thẫm, chứa nhiều dinh dưỡng. Hạt gạo chính là nhân của thóc sau khi xay để tách bỏ vỏ trấu. Hạt gạo sau khi xay được gọi là gạo lứt, gạo lức hay gạo lật, nếu tiếp tục xát để tách cám thì gọi là gạo xát hay gạo trắng, nếu xát rối để giữ phần lớn lượng cám bổ dưỡng thì gọi là gạo xát rối hoặc gạo nguyên cám. Gạo là lương thực phổ biển của gần một nửa dân số thế giới.
Gạo có thể nấu thành cơm, cháo nhờ cách luộc trong nước hay bằng hơi nước. Gạo đồ là loại gạo thu được từ thóc được ngâm nước nóng hoặc sấy trong hơi nước rồi phơi khô sau đó mới được gia công chế biến qua các công đoạn chế biến khác như xay, xát, đánh bóng. Những mảnh vụn của gạo bị vỡ trên đồng lúa, khi phơi khô, khi vận chuyển hoặc khi xay sàng gạo được gọi là gạo tấm. Gạo cũng có thể rang cho vàng rồi giã mịn thành thính gạo, một loại gia vị. Loại bột được làm từ gạo bằng phương pháp ngâm và nghiền, gọi là bột gạo, là thành phần chính của nhiều loại bánh phổ thông và bún tại châu Á.
Từ gạo có thể chế biến thành rất nhiều loại thực phẩm khác nhau như bánh cốm, bánh nếp, bánh tẻ, bánh chưng, xôi, mỳ, bún, phở hay rượu.
Gạo là lương thực chính trong ẩm thực châu Á, khác với lương thực chính trong ẩm thực châu Âu, Mỹ là lúa mỳ, bột mỳ.

## Sản xuất

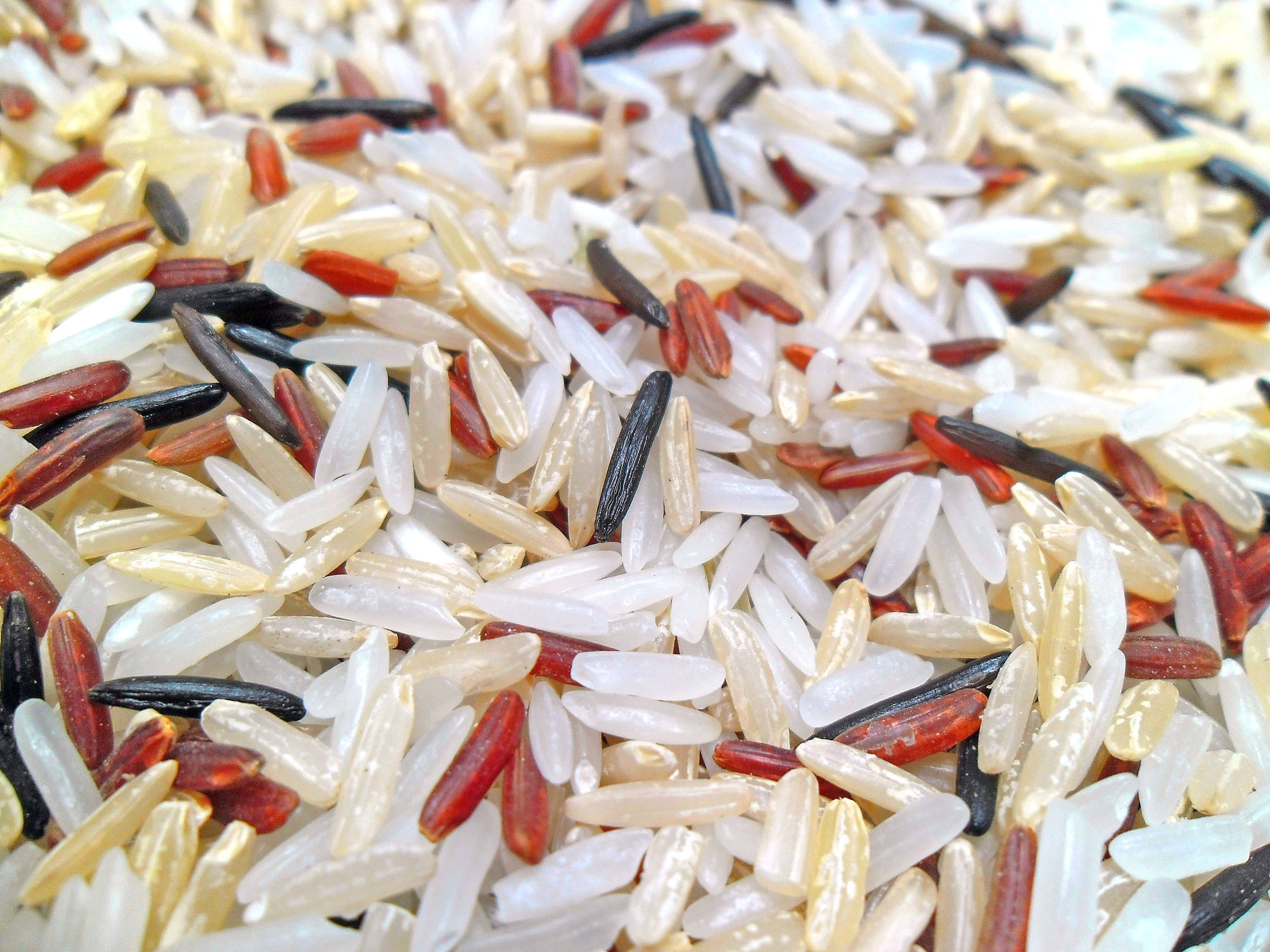
Các loại gạo hạt dài (trắng, nâu, đỏ) và một số hạt đen của chi Zizania ("lúa hoang") được trộn lẫn.

### Gieo trồng

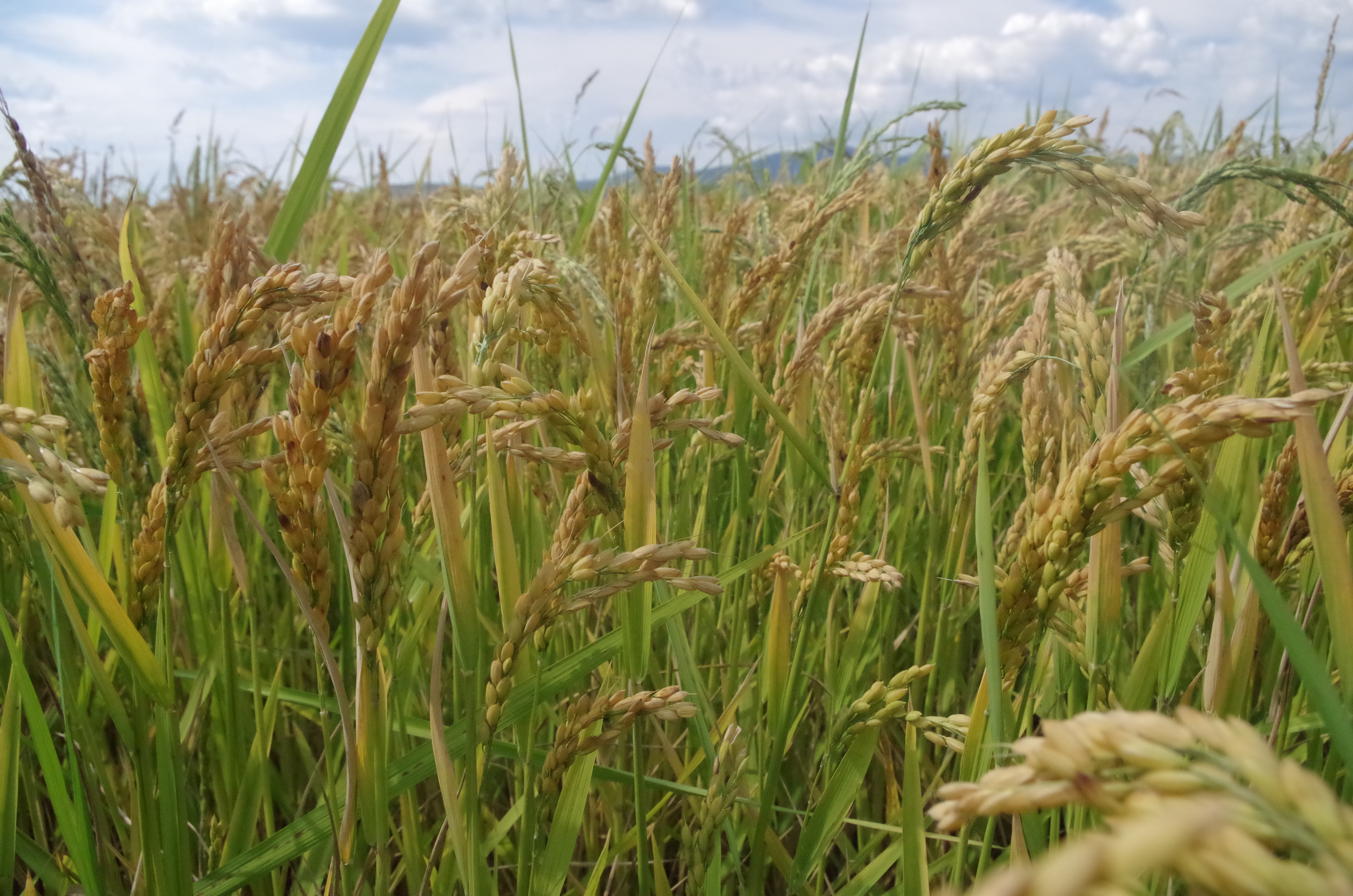
Những hạt lúa trong giai đoạn chín, trong ruộng lúa gần Kocani, Macedonia

### Sản xuất lúa gạo ở Việt Nam

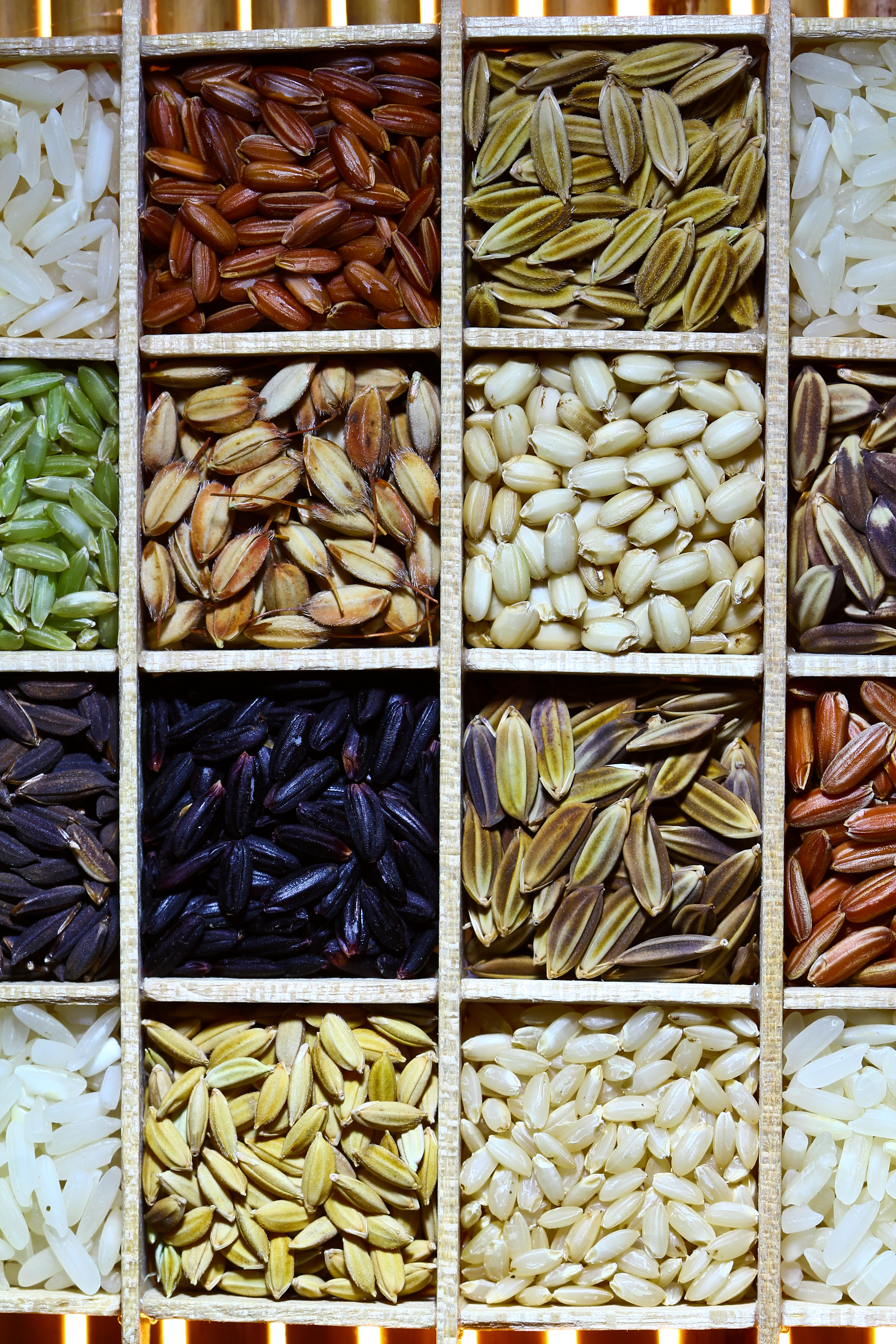
các loại hạt gạo khác nhau trên thế giới

## Gạo lương thực

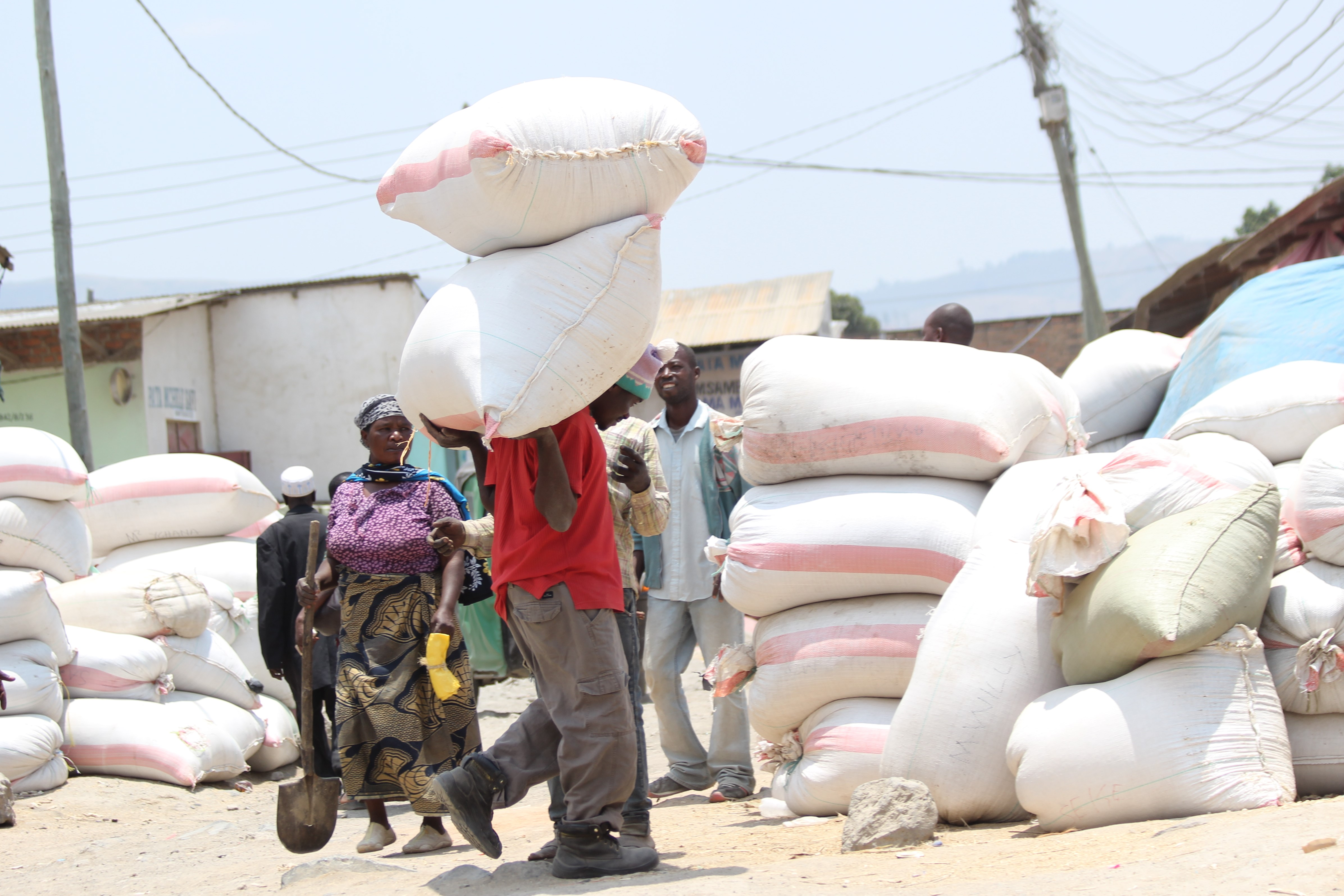
Khuân vác gạo ở châu Phi

### Chế biến và nấu ăn

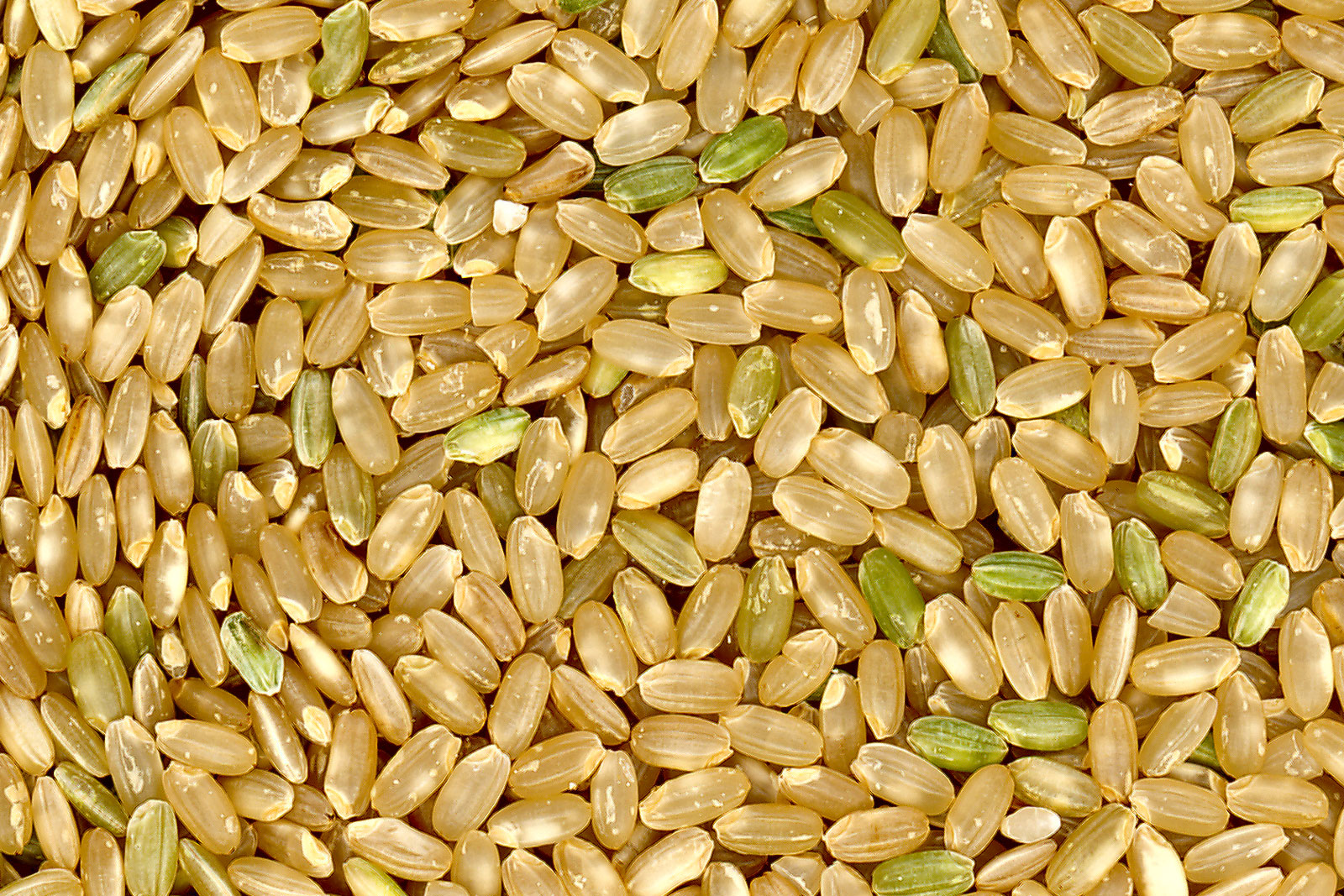
Gạo chưa xát (gạo lứt)

## Gạo - hàng hóa

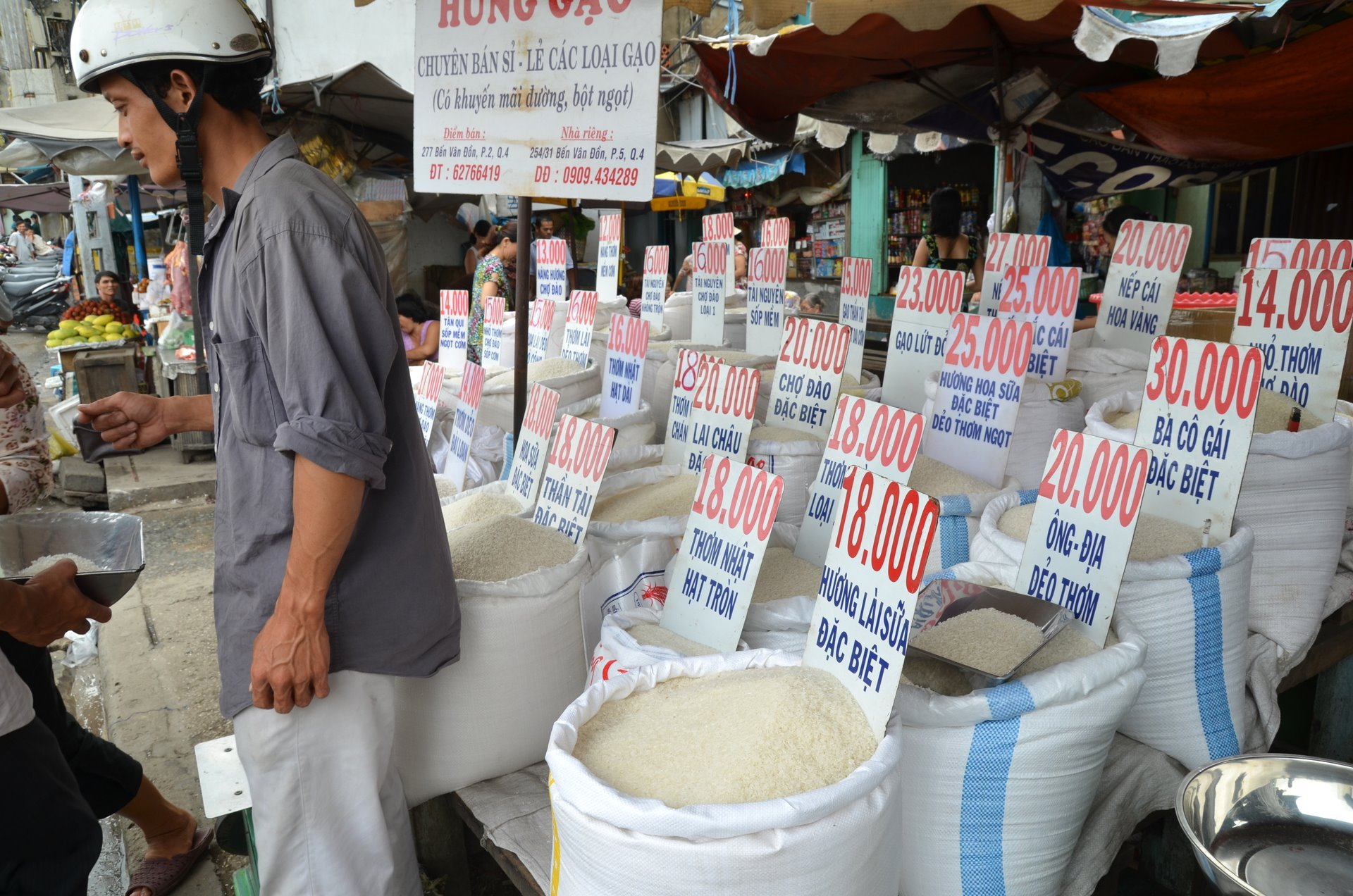
Một sạp chợ bán các loại gạo tại Sài Gòn

## Tác động môi trường

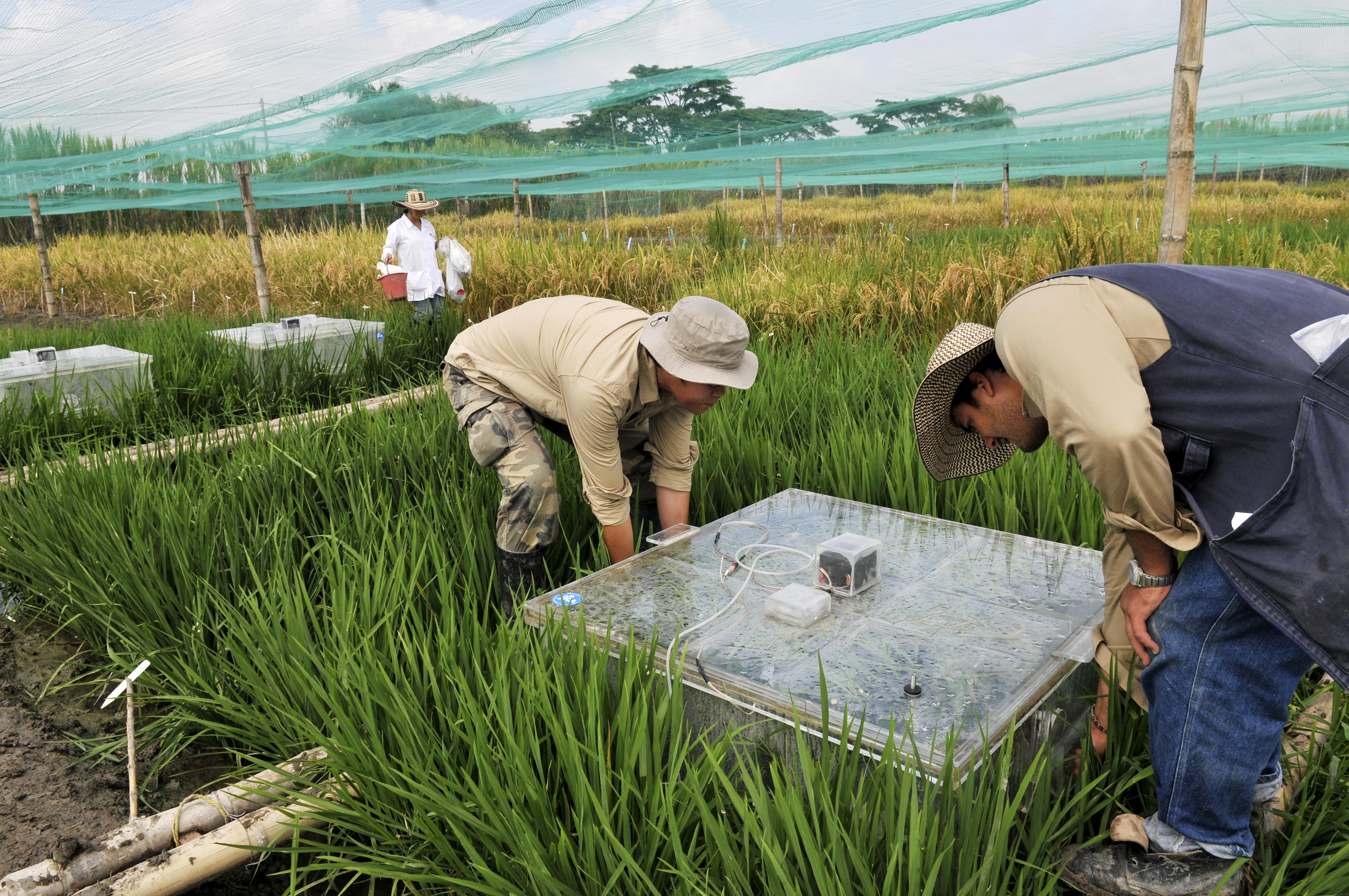
Đo đạc khí nhà kính phát sinh từ cây lúa.